# Steckeradapter

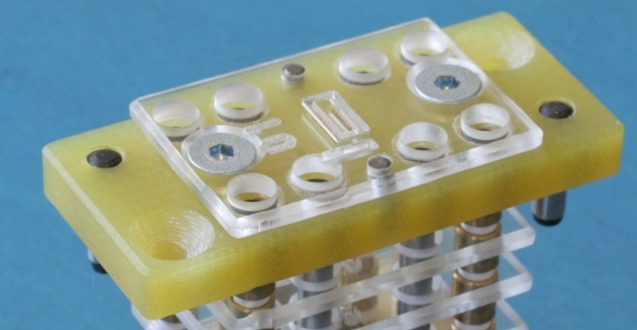
Steckeradapter für ein Handprüfgerät

Ein Steckeradapter ist ein Adapter zum direkten Kontaktieren feinster Stecker, so dass Leiterplatten oder Kabelanschlüsse rationell und kostengünstig geprüft werden können. Durch das präzise Kontaktieren mit Starrnadeln kann ein solcher Adapter mehrere 100.000 Kontaktierungen tätigen, bevor die Starrnadeln im Service getauscht werden müssen.

## Funktion
Im Steckeradapter sind für die entsprechenden Kontaktpunkte Starrnadeln positioniert, welche durch den Kontaktierhub auf den Steckerkontakt treffen. Dabei wird darauf geachtet, dass die Kontaktierkraft nicht senkrecht auf den Stecker wirkt, sondern seitlich auf seine Kontaktstellen. So wird versucht, dass ein möglicher Unterbruch zwischen dem Stecker und der Leiterplatte nicht durch die Kontaktierkraft geschlossen wird. 

## Einsatz
Bei kleineren Testgeräten werden die Stecker von Hand in den Steckeradapter eingelegt und anhand des Gehäuses genau positioniert, wodurch sehr feine Steckerstrukturen aufgelöst werden können. Nach der Prüfung wird der Stecker über einen zusätzlichen Kontaktierhub zur Entnahme aus dem Adapter gehoben.
Wird der Steckeradapter in einem Vollautomaten eingesetzt, so muss der Adapter auf jeden Stecker einzeln ausgerichtet werden. Dazu wird die Lage des Steckers über ein Kamerasystem aufgenommen und dann die Kontaktierung mit den entsprechenden Korrekturwerten in X, Y und Theta (d. h. Drehwinkel) korrigiert. Diese Korrektur muss aber höchst präzise erfolgen, damit die Starrnadeln des Adapters nicht zerstört werden.

## Möglichkeiten

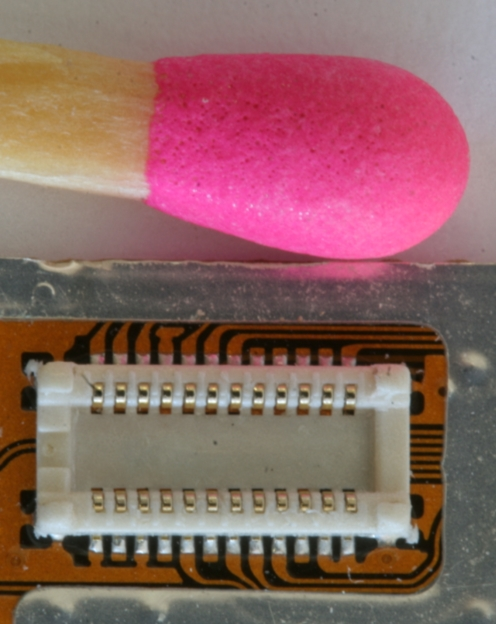
Kontaktieren von feinpoligen Steckern

Der Abstand zwischen den Steckerkontakten muss > 250 µm und die Breite eines Steckerkontaktes > 150 µm sein. Die Kontaktierkraft liegt zwischen 0,6 N und 0,8 N. Hochpolige Stecker können bis 200 Testpunkte/cm² abgreifen. Die Hubauslösung kann mechanisch oder pneumatisch erfolgen.